# Test Drive 2001
Test Drive 2001 (укр. Тест-драйв 2001) - відеогра серії Test Drive у жанрі аркадних автоперегонів, розроблена студією Xantera і видана компанією Infogrames ексклюзивно для портативної гральної приставки Game Boy Color (GBC) 5 грудня 2000. Гра є продовженням Test Drive 6.
Як і попередні частини серії, Test Drive 2001 зосереджується на вуличних перегонах. Гравцеві надається можливість вибрати один з доступних автомобілів та одну з трас, кожна з яких знаходиться у різних частинах світу. Крім цього, передбачено можливість грати за поліцію, заарештовуючи лихачів.
На відміну від багатьох попередніх ігор серії Test Drive 2001 вийшла тільки на території Північної Америки. Аркада отримала різноманітні відгуки від ігрової преси. З переваг глядачі відзначили непоганий ігровий процес, проте розчарувалися як у графіці, так і в повільній швидкості.

## Ігровий процес

Перегони в режимі «Single Race» на автомобілі Lotus Elise, що проходить у Сіднеї. Всі траси у грі були засновані на реальних містах та країнах світу

Test Drive 2001 є аркадною перегоновою грою, виконаною в ізометричній графіці. Геймплей практично нічим не відрізняється від попередніх частин серії. Гравцю на вибір доступно 11 автомобілів від відомих світових виробників: Lotus Elise, Ford Mustang LX 5.0, Dodge Charger, Ford Mustang GT 98, Plymouth Hemi Cuda, Jaguar XK-R, Panoz, Lotus Esprit, Saleen S351, Dodge Viper і Ford GT40. Існує ще два призові автомобілі: Shelby Cobra та Jaguar XJ220. Щоб заробляти гроші на нові машини та їх тюнінг, необхідно займати призові місця у перегонах. На вибір гравцю також надаються 48 перегонів та 12 трас, що базуються на реально чинних містах та країнах: Вашингтон, Париж, Голлівуд, Італія, Новий Орлеан, Сідней, Німеччина, Вермонт, Лас-Вегас, Редвуд, Греція та Китай. На кожній із трас можливі перегони як за годинниковою стрілкою, так і проти. Під час перегони у верхньому лівому кутку екрана розташована стрілка, що вказує напрямок наступного повороту. Крім того, на дорогах можуть перебувати загородження, трампліни, машини трафіку та поліція, яка слідкує за порядком, затримуючи перегонників. У меню гри можна вибрати одну з чотирьох мелодій та подивитися рекорди.
Загалом у грі присутні три режими: «Поодинока перегонна» (англ. Single Race), «Турнір» (англ. Tournament) та «Поліцейське переслідування» (англ. Cop Chase). У першому режимі гравець може вибрати автомобіль та трасу, беручи участь у перегоні проти чотирьох суперників. У режимі «Турнір» гравець проходить серію змагань. У турнірі можна виграти нові деталі тюнінгу, а також відкрити траси. У режимі поліцейського переслідування можна грати за поліцію. На вибір тут є чотири автомобілі: Ford Mustang GT 85, Dodge Viper, Plymouth Hemi Cuda і Jaguar XK-R. Гравець повинен увімкнути сирену та зупиняти трьох порушників. Чим більше гравець зупинить порушників, тим більше отримає грошей. Крім цього, у грі є режим для двох гравців, для чого потрібно з'єднати дві системи Game Boy Color за допомогою спеціального кабелю. У Test Drive 2001 є система збереження прогресу гри, яка використовує картридж.

## Розробка та вихід гри
Test Drive 2001замислювалася як продовження Test Drive 6 для портативної гральної приставки Game Boy Color. За розробку нової частини була відповідальна студія Xantera, яка раніше також створила кілька ігор серії для Game Boy Color, у тому числі й Test Drive 6. Проєкт багато в чому повторює основні риси попередника, однак з'явилися деякі відмінності. Меню гри було змінено і набуло більш футуристичного вигляду. Графіка і візуальний стиль стали барвистішими. Траси в грі засновані на реальних місцях по всьому світу, проте їх схожість з реальними аналогами та деталізація стали меншими, ніж у попередніх частинах, зокрема через технічні обмеження Game Boy Color. Як і в Test Drive 6 на портативній системі, Test Drive 2001 була використана графіка в ізометричній проєкції. Автомобілі в грі здебільшого взяті з Test Drive 5 і Test Drive 6, проте налаштувати їх колір не можна, причому у деяких автомобілів колір у меню та перегонах різний.
Вихід Test Drive 2001 відбувся 5 грудня 2000 року. На відміну від більшості попередніх частин серії, гра поширювалася тільки на території Північної Америки, як і інший перегоновий проєкт, що передував франшизі, випущений раніше в серпні того ж року - спін-офф під назвою Test Drive Cycles.

## Оцінки та думки
| Видання | Оцінка |
| ------- | ------ |
| AllGame | [ 4 ]  |
| IGN     | 6/10   |

Test Drive 2001 дістала неоднозначну реакцію критиків. Багатьом представникам не сподобалася графіка та низька швидкість. Проте, рецензенти відзначили перегонні змагання та покращений, у порівнянні з попередніми частинами франшизи, ігровий процес.
Найбільш високо аркаду оцінив оглядач журналу DailyRadar, Майкл Вольф, поставивши 7,5 балів із 10 можливих. Рецензент зауважив, що «вона [гра], звичайно, покращилася, у порівнянні з попередніми втіленнями на GBC, і це непогана гра, але далеко не найкраща мрія перегонного фаната». До переваг Вольф відніс ігровий процес та перегонові турніри, але головними недоліками назвав проблеми з графікою та повільну швидкість. Креіг Харріс з IGN поставив грі 6 балів з 10, при цьому сказавши, що багато проблем, які були у попередніх іграх серії, були вирішені, і відзначив «гладку» анімацію, в цілому назвавши Test Drive 2001 продуктом з якістю вище за середній.
Деякі критики залишили про гру негативні відгуки. Так, рецензент Шон Ніколс з AllGame поставив Test Drive 2001 2,5 зірки з 5, сказавши, що вона нічим не виділяється, в порівнянні з іншими перегоновими іграми, і розкритикував «зернисту» графіку і незручний кут огляду камери, але похваливши різноманітні режими. Оглядач французького сайту Pockett Videogames поставив аркаді 2 зірки з 5. Критику не сподобалися «неймовірно повільна» прокрутка та «дуже середня» графіка, а також незручне управління, а його єдиною перевагою назвав ліцензії на такі автомобілі, як Ford Mustang та Dodge Viper. У результаті представник зазначив: «Через рік, майже день у день після виходу Test Drive 6, Infogrames повернувся з цим продовженням, але не приніс нічого нового, що було б необхідним».